# Continental (Moskwa)
Continental – kompleks wieżowców mieszkalnych zlokalizowany w północno-zachodniej części Moskwy w rejonie Choroszowo-Mniowniki. W skład kompleksu mieszkaniowego wchodzi pięć połączonych ze sobą budynków, z których najwyższy mierzy 190 metrów wysokości całkowitej oraz liczy 48 kondygnacji nadziemnych. Kompleks powstał w latach 2007-2011.
Kompleks położony jest przy Alei Marszałka Gieorgija Żukowa w jednym z najczystszych rejonów Moskwy; w jego pobliżu znajduje się również Kanał imienia Moskwy. Większość pomieszczeń użytkowych to mieszkania i apartamenty o powierzchni od 55 do 230 m². W zespole mieszkaniowym znajduje się również infrastruktura o przeznaczeniu rozrywkowym i usługowym, a także Centrum rekreacji młodzieży. Na poziomie fundamentów budynków znajduje się czteropoziomowy parking strzeżony.